# 三次方程式
三次方程式（さんじほうていしき、英: cubic equation）とは、次数が 3 である代数方程式のことである。本項目では主に、実数を係数とする一変数の三次方程式を扱う。

## 概要
一般に一変数の三次方程式は
{\displaystyle a_{3}x^{3}+a_{2}x^{2}+a_{1}x+a_{0}=0\quad (a_{3}\neq 0)}
の形で表現される。現代においては、三次方程式の解法といえば、主に代数的解法のことを意味する。
古代バビロニアにおいて既に代数的に解かれていたと考えられている二次方程式と違い、三次方程式が代数的に解かれたのは16世紀になってからである。11世紀頃、円錐曲線による作図によって三次方程式の解を幾何学的に表したウマル・ハイヤームなども、三次方程式を代数的に解くことはできないと考えていた。
三次方程式の代数的解法はガロア理論へと至る代数方程式論の始まりであり、カルダノが著書『アルス・マグナ』によって三次方程式と四次方程式の代数的解法を公表した1545年は、その影響の大きさから現代数学の始まりの年とされることもある。
まだ負の数が数学者達にあまり受け入れられていなかった時代であり、全ての係数が正の数であるとして扱われたために、例えば、2次の項が無い三次方程式は
x3 = a1 x + a0
x3 + a1 x = a0
x3 + a0 = a1 x
の3つがあり、いずれも別の形の方程式とされた。
このように負の数ですら嫌悪された時代に、三次方程式の代数的解法は虚数をもたらした。三次方程式の解が全て正の実数である場合に限っても、代数的解法にこだわる限り虚数を避けては通れないのである。虚数に対する不安は、19世紀にコーシーやガウスが活躍するようになるまで続いた。
また、三次方程式と四次方程式の代数的解法の発見を基に、数学者達は 5 次以上の一般の代数方程式の代数的解法を追い求めた。最終的にこの代数的解法の存在は、アーベル-ルフィニの定理によって否定されるものの、ガロア理論として結実し、群や体などの基本的な代数的構造の概念を生み出した。

## 解の様子
三次方程式は、代数学の基本定理より、高々 3個の複素数解を持つ。中間値の定理より、実数を係数とする三次方程式は、少なくとも 1つの実数解を持つことが分かる。
a3 x3 + a2 x2 + a1 x + a0 = 0 (a3 ≠ 0)
が重解を持つ場合、その重解は、左辺を x で微分して得られる二次方程式
3 a3 x2 + 2 a2 x + a1 = 0
の解でもあるため、比較的容易に三次方程式を解くことができる。重解以外の残りの解も実数である。
虚数解を持つ場合は、その共役複素数も解となり、残りの解は実数である。
三次方程式 a3 x3 + a2 x2 + a1 x + a0 = 0 (a3 ≠ 0) の判別式 D は
D = − 4 a13 a3 + a12 a22 − 4 a0 a23 + 18 a0 a1 a2 a3 − 27 a02 a32
となる。
判別式を計算すれば、具体的に根を求めなくても
- D > 0 の時、3個の相異なる実数解を持つ。
- D < 0 の時、1個の実数解と1組の共役な虚数解を持つ。
- D = 0 の時は、実数の重解を持つ。

ということが分かる。D = 0 の時さらに
⊿2 = − 2 a23 + 9 a1 a2 a3 − 27 a0 a32
と定義すれば ⊿2 = 0 の時、三重解を持つ。⊿2 ≠ 0 の時、1個の二重解と重複度 1 の実数解を1個持つ。⊿2 > 0 の時（二重解）<（もう一つの実数解）、⊿2 < 0 の時（二重解）>（もう一つの実数解）となる。

## 代数的解法

### カルダノの方法
一般の三次方程式の代数的解法は、カルダノの方法あるいはカルダノの公式として知られている。
a3 x3 + a2 x2 + a1 x + a0 = 0 (a3 ≠ 0)
の両辺を a3 で割り
x3 + A2 x2 + A1 x + A0 = 0
の形にする。({\displaystyle A_{n}={\frac {a_{n}}{a_{3}}}})
{\displaystyle x=y-{\frac {A_{2}}{3}}}
により変数変換を行うと、2次の項が消え、
{\displaystyle y^{3}+\left(A_{1}-{\frac {{A_{2}}^{2}}{3}}\right)y+\left(A_{0}-{\frac {1}{3}}A_{1}A_{2}+{\frac {2}{27}}{A_{2}}^{3}\right)=0}
という三次方程式が得られる。
※ 以下、次式のとおりに一次の係数を p, 定数項を q で表す。
y3 + p y + q = 0
ここで y = u + v とおくと、
u3 + v3 + q + (3uv + p)(u + v) = 0
この方程式を未知数 u, v が満たすには、
u3 + v3 + q = 0
3uv + p = 0
で十分である。この十分条件を満たす u, v が以下に示すように得られる。
根と係数の関係より、u3, v3 を解とする二次方程式は
{\displaystyle t^{2}+qt-\left({\frac {p}{3}}\right)^{3}=0}
この二次方程式を解の公式により解くと、
{\displaystyle u^{3},v^{3}=-{\frac {q}{2}}\pm {\sqrt {\left({\frac {q}{2}}\right)^{2}+\left({\frac {p}{3}}\right)^{3}}}}

故に、先のyの3次方程式の実数解の一つとして
{\displaystyle y={\sqrt[{3}]{-{\frac {q}{2}}+{\sqrt {\left({\frac {q}{2}}\right)^{2}+\left({\frac {p}{3}}\right)^{3}}}}}+{\sqrt[{3}]{-{\frac {q}{2}}-{\sqrt {\left({\frac {q}{2}}\right)^{2}+\left({\frac {p}{3}}\right)^{3}}}}}}
が得られる。
この解法が見つけられた当時は複素数は知られていなかったため、これで解を得たこととされたが、{\displaystyle \left({\frac {q}{2}}\right)^{2}+\left({\frac {p}{3}}\right)^{3}<0} の時に実数解が虚数で表されるという不合理が生じた。
その後、複素数についての研究が進み
x3 = a
の解が ω を 1 の虚立方根として
{\displaystyle {\sqrt[{3}]{a}},\omega {\sqrt[{3}]{a}},\omega ^{2}{\sqrt[{3}]{a}}}
の3個あることが知られるようになってからは u の立方根をとる際にも同様に 3 つの場合を考えるようになり、それぞれに対応する v を求めることで
{\displaystyle y=\omega ^{k}{\sqrt[{3}]{-{\frac {q}{2}}+{\sqrt {\left({\frac {q}{2}}\right)^{2}+\left({\frac {p}{3}}\right)^{3}}}}}+\omega ^{3-k}{\sqrt[{3}]{-{\frac {q}{2}}-{\sqrt {\left({\frac {q}{2}}\right)^{2}+\left({\frac {p}{3}}\right)^{3}}}}}\quad (k=0,1,2)}
が解として知られるようになった。
カルダノの方法より、次の因数分解の公式が導かれる：
- x3 + y3 + z3 − 3 x y z

= (x + y + z)(x + ω y + ω2 z)(x + ω2 y + ω z)
= (x + y + z) (x2 + y2 + z2 − z x − x y − y z)
逆に、この因数分解の公式から、三次方程式を同様に解くことができる。三次方程式
x3 + p x + q = 0
において、y3 + z3 = q, −3 y z = p とおくと、上記の因数分解の公式より
x3 + p x + q
= (x + y + z)(x + ω y + ω2 z)(x + ω2 y + ω z)
この計算はカルダノの方法と同じである。

### 還元不能の場合
三次方程式
x3 + p x + q = 0
にカルダノの公式を適用すると
{\displaystyle \left({\frac {q}{2}}\right)^{2}+\left({\frac {p}{3}}\right)^{3}<0}
の時に負の数の平方根が現れる。これは、この三次方程式の判別式
D = −(4p3 + 27q2) > 0
と同値な条件であり、相異なる 3 個の実数解を持つ条件である。実数解しかないのにもかかわらず、カルダノの公式では負の数の平方根を経由する必要がある。カルダノは負の数の平方根を計算に用いることはあったものの、それらの場合は不可能で役に立たないものと考えていた。
ラファエル・ボンベリ (Rafael Bombelli) は、この場合を詳しく研究し1572年に出版した『代数学』(Algebra) に記した。形式的な計算ではあるものの、当時はまだ知られていない虚数の計算と同じであった。ボンベリは
x3 = 15x + 4
という x = 4 を解に持つ方程式を例に挙げた。この方程式をカルダノの公式で計算してみると
{\displaystyle x={\sqrt[{3}]{2+{\sqrt {-121}}}}+{\sqrt[{3}]{2-{\sqrt {-121}}}}}
となるが、ボンベリはこの右辺は、今日でいうところの共役な複素数の和であると考え、負の数の平方根の演算規則を与えた上で
{\displaystyle \left(2\pm b{\sqrt {-1}}\right)^{3}=2\pm {\sqrt {-121}}}
から b = 1 を求め、元の方程式が x = 4 を解に持つことを説明した。
一般には
{\displaystyle \left(a\pm b{\sqrt {-1}}\right)^{3}=2\pm {\sqrt {-121}}}
から 2個の値 a, b を求めなければならないが、これを求めるためには別の三次方程式が現れるため、カルダノはこの場合を還元不能（かんげんふのう、casus irreducibilis）と呼んだ。この還元不能の場合を回避するために様々な努力がなされたが、実は、虚数を避けて実数の冪根と四則演算を有限回用いただけで解を書き下すことは不可能であるため、全て徒労に終わった。

## ビエトの解
3解がいずれも実数であれば、還元不能であるが、代数的な表記でなくてもよければ、虚数を使わずに解を表すことができる。フランソワ・ビエトは、三角関数の三倍角の公式
cos 3α = 4 cos3 α − 3 cos α
を変形した
cos3 α = 3/4 cos α + 1/4 cos 3α
(2cos α)3 = 3(2cos α) + 2cos 3α
と三次方程式
x3 = px + q
の類似性に着目し、p = 3a2, q = a2b とおいた式
x3 = 3a2x + a2b
を考えた。
(x/a)3 = 3(x/a) + b/a … (1)
もし x/a = 2 cos α すなわち x = 2a cos α ならば、
{\displaystyle \cos 3\alpha ={\frac {b}{2a}}} … (2)
{\displaystyle \alpha ={\frac {1}{3}}\arccos {\frac {b}{2a}}}
{\displaystyle x=2a\cos \alpha =2a\cos \left({\frac {1}{3}}\arccos {\frac {b}{2a}}\right)}
という解が得られる。この解のことをビエトの解という。
この三次方程式が相異なる 3個の実数解を持つ時、(1) の判別式
{\displaystyle D=-\left\{4(-3)^{3}+27\left(-{\frac {b}{a}}\right)^{2}\right\}=27\left\{4-\left({\frac {b}{a}}\right)^{2}\right\}>0}
{\displaystyle \therefore \ \left|{\frac {b}{2a}}\right|<1}
したがって
(2) は 0 < 3α < π、つまり 0 < α < π/3 に解を 1 つ持つ。この解を α1 とすれば、他の解は α2 = α1 + 2π/3, α3 = α1 + 4π/3 と表せ、これに対応して 3個の実数解が定まる。
この時は実数の計算だけで解を得ることができた。ただし、逆三角関数や三角関数の計算を含むため厳密な値を得るのは大変である。
- 三次方程式 x3 = px + q が相異なる 3個の実数解を持つならば、p > 0, {\displaystyle |x|<2{\sqrt {\frac {p}{3}}}}

## ラグランジュの方法
ラグランジュは、三次方程式や四次方程式の代数的解法を分析し、根の置換という代数方程式論の方向性を決定づける重要な概念に到達した。この研究はガロア理論の発見へと繋がっていった。
x3 + A2 x2 + A1 x + A0 = 0
の 3 つの解を r0, r1, r2 とし 1 の虚立方根の一つ
{\displaystyle \omega ={-1+i{\sqrt {3}} \over 2}}
を取る。
s0 = r0 + r1 + r2
s1 = r0 + ω r1 + ω2 r2
s2 = r0 + ω2 r1 + ω r2
とおくと
{\displaystyle r_{0}={s_{0}+s_{1}+s_{2} \over 3}}
{\displaystyle r_{1}={s_{0}+\omega ^{2}s_{1}+\omega s_{2} \over 3}}
{\displaystyle r_{2}={s_{0}+\omega s_{1}+\omega ^{2}s_{2} \over 3}}
である。根と係数の関係により s0 = −A2 であることが分かるので s1 と s2 の二つが分かれば解が求まることになる。ここで rm と rn を入れ替える互換を σm,n と書けば
(σ0,1 s1) = r1 + ω r0 + ω2 r2
ω2 (σ0,1 s1) = r0 + ω2 r1 + ω r2 = s2
が得られる。両辺を三乗することにより
σ0,1 s13 = s23
同様に
σ0,1 s23 = s13
σ0,2 σ1,2 も計算してみれば分かる通り、これらの互換は s13 と s23 の入れ替えしかない。つまり s13 + s23 と s13 s23 は r0, r1, r2 の対称式であり、それらの基本対称式で表される。すなわち s13 と  s23 を解とする二次方程式
(z − s13)(z − s23) = z2 −(s13 + s23) z + s13 s23 = 0
の係数は、元の三次方程式の係数 A2, A1, A0 で表されることになる。実際にこれは
{\displaystyle z^{2}-\left(-2{A_{2}}^{3}+9A_{1}A_{2}-27A_{0}\right)z+\left({A_{2}}^{2}-3A_{1}\right)^{3}=0}
という二次方程式になり、この解は解の様子を調べた時に定義した記号 ⊿ と ⊿2 によって
{\displaystyle {\frac {\Delta _{2}\pm 3{\sqrt {-3\Delta }}}{2}}}
と書くことができる。
この根号は二次方程式の解の差積 {\displaystyle \pm \left({s_{1}}^{3}-{s_{2}}^{3}\right)}として得られ、ここに現れる {\displaystyle {s_{1}}^{3},{s_{2}}^{3}} も、3乗根は元の方程式の根 {\displaystyle r_{1},r_{2},r_{3}} と 1の3乗根{\displaystyle \omega } の四則演算で表されている。すなわち三次方程式を解く際に冪乗根を取って出てくる式は、元の方程式の解 {\displaystyle r_{1},r_{2},r_{3}} と1の冪乗根の有理式で表現できる。ジョゼフ＝ルイ・ラグランジュやヴァンデルモンド（英語: Alexandre-Théophile Vandermonde）は、これこそ三次方程式が代数的に解ける理由であると考えた。

## 一般解
3次方程式
{\displaystyle a_{3}x^{3}+a_{2}x^{2}+a_{1}x+a_{0}=0\quad (a_{3}\neq 0)}
の解の公式は以下の通りである：
{\displaystyle {\begin{aligned}x_{1}=&\color {Red}{-{\frac {a_{2}}{3a_{3}}}}\\&+{\frac {\color {Blue}{\sqrt[{3}]{-2{a_{2}}^{3}+9a_{1}a_{3}a_{2}-27a_{0}{a_{3}}^{2}+{\sqrt {4\left(3a_{1}a_{3}-{a_{2}}^{2}\right)^{3}+\left(-2{a_{2}}^{3}+9a_{1}a_{3}a_{2}-27a_{0}{a_{3}}^{2}\right)^{2}}}}}}{3\color {RedOrange}{{\sqrt[{3}]{2}}a_{3}}}}\\&-{\frac {{\sqrt[{3}]{2}}\color {Green}{\left(3a_{1}a_{3}-{a_{2}}^{2}\right)}}{3a_{3}\color {Blue}{\sqrt[{3}]{-2{a_{2}}^{3}+9a_{1}a_{3}a_{2}-27a_{0}{a_{3}}^{2}+{\sqrt {4\left(3a_{1}a_{3}-{a_{2}}^{2}\right)^{3}+\left(-2{a_{2}}^{3}+9a_{1}a_{3}a_{2}-27a_{0}{a_{3}}^{2}\right)^{2}}}}}}}\\\\x_{2}=&\color {Red}{-{\frac {a_{2}}{3a_{3}}}}\\&-{\frac {\color {RedViolet}{\left(1-i{\sqrt {3}}\right)}{\color {Blue}{\sqrt[{3}]{-2{a_{2}}^{3}+9a_{1}a_{3}a_{2}-27a_{0}{a_{3}}^{2}+{\sqrt {4\left(3a_{1}a_{3}-{a_{2}}^{2}\right)^{3}+\left(-2{a_{2}}^{3}+9a_{1}a_{3}a_{2}-27a_{0}{a_{3}}^{2}\right)^{2}}}}}}}{6\color {RedOrange}{{\sqrt[{3}]{2}}a_{3}}}}\\&+{\frac {\color {MidnightBlue}{\left(1+i{\sqrt {3}}\right)}{\color {Green}{\left(3a_{1}a_{3}-{a_{2}}^{2}\right)}}}{3\times 2^{\tfrac {2}{3}}a_{3}\color {Blue}{\sqrt[{3}]{-2{a_{2}}^{3}+9a_{1}a_{3}a_{2}-27a_{0}{a_{3}}^{2}+{\sqrt {4\left(3a_{1}a_{3}-{a_{2}}^{2}\right)^{3}+\left(-2{a_{2}}^{3}+9a_{1}a_{3}a_{2}-27a_{0}{a_{3}}^{2}\right)^{2}}}}}}}\\\\x_{3}=&\color {Red}{-{\frac {a_{2}}{3a_{3}}}}\\&-{\frac {\color {MidnightBlue}{\left(1+i{\sqrt {3}}\right)}{\color {Blue}{\sqrt[{3}]{-2{a_{2}}^{3}+9a_{1}a_{3}a_{2}-27a_{0}{a_{3}}^{2}+{\sqrt {4\left(3a_{1}a_{3}-{a_{2}}^{2}\right)^{3}+\left(-2{a_{2}}^{3}+9a_{1}a_{3}a_{2}-27a_{0}{a_{3}}^{2}\right)^{2}}}}}}}{6\color {RedOrange}{{\sqrt[{3}]{2}}a_{3}}}}\\&+{\frac {\color {RedViolet}{\left(1-i{\sqrt {3}}\right)}\color {Green}{\left(3a_{1}a_{3}-{a_{2}}^{2}\right)}}{3\times 2^{\tfrac {2}{3}}a_{3}\color {Blue}{\sqrt[{3}]{-2{a_{2}}^{3}+9a_{1}a_{3}a_{2}-27a_{0}{a_{3}}^{2}+{\sqrt {4\left(3a_{1}a_{3}-{a_{2}}^{2}\right)^{3}+\left(-2{a_{2}}^{3}+9a_{1}a_{3}a_{2}-27a_{0}{a_{3}}^{2}\right)^{2}}}}}}}\end{aligned}}}
式の一部を置き換えたことにより簡略化したもの
{\displaystyle {\begin{aligned}&a_{3}x^{3}+a_{2}x^{2}+a_{1}x+a_{0}=0\quad (a_{3}\neq 0)\\\\&x_{1}=\color {Red}{-{\frac {a_{2}}{3a_{3}}}}+{\frac {\color {Blue}{\sqrt[{3}]{\begin{array}{|c|}\hline 2\\\hline \end{array}}}}{3\color {RedOrange}{{\sqrt[{3}]{2}}a_{3}}}}-{\frac {{\sqrt[{3}]{2}}\color {Green}{\begin{array}{|c|}\hline 4\\\hline \end{array}}}{3\color {Blue}{\sqrt[{3}]{\begin{array}{|c|}\hline 2\\\hline \end{array}}}a_{3}}}\\&x_{2}=\color {Red}{-{\frac {a_{2}}{3a_{3}}}}-{\frac {\color {RedViolet}{\left(1-i{\sqrt {3}}\right)}{\color {Blue}{\sqrt[{3}]{\begin{array}{|c|}\hline 2\\\hline \end{array}}}}}{6\color {RedOrange}{{\sqrt[{3}]{2}}a_{3}}}}+{\frac {\color {MidnightBlue}{\left(1+i{\sqrt {3}}\right)}{\color {Green}{\begin{array}{|c|}\hline 4\\\hline \end{array}}}}{3\times 2^{\tfrac {2}{3}}\color {Blue}{\sqrt[{3}]{\begin{array}{|c|}\hline 2\\\hline \end{array}}}a_{3}}}\\&x_{3}=\color {Red}{-{\frac {a_{2}}{3a_{3}}}}-{\frac {\color {MidnightBlue}{\left(1+i{\sqrt {3}}\right)}{\color {Blue}{\sqrt[{3}]{\begin{array}{|c|}\hline 2\\\hline \end{array}}}}}{6\color {RedOrange}{{\sqrt[{3}]{2}}a_{3}}}}+{\frac {\color {RedViolet}{\left(1-i{\sqrt {3}}\right)}{\color {Green}{\begin{array}{|c|}\hline 4\\\hline \end{array}}}}{3\times 2^{\tfrac {2}{3}}\color {Blue}{\sqrt[{3}]{\begin{array}{|c|}\hline 2\\\hline \end{array}}}a_{3}}}\\\\&{\begin{array}{|l|}\hline {\begin{array}{|c|}\hline 1\\\hline \end{array}}\rightarrow -2{a_{2}}^{3}+9a_{1}a_{2}a_{3}-27a_{0}{a_{3}}^{2}\\\hline {\begin{array}{|c|}\hline 2\\\hline \end{array}}\rightarrow {\begin{array}{|c|}\hline 1\\\hline \end{array}}+{\sqrt {\begin{array}{|c|}\hline 3\\\hline \end{array}}}\\\hline {\begin{array}{|c|}\hline 3\\\hline \end{array}}\rightarrow {\begin{array}{|c|}\hline 1\\\hline \end{array}}^{2}+4{\begin{array}{|c|}\hline 4\\\hline \end{array}}^{3}\\\hline {\begin{array}{|c|}\hline 4\\\hline \end{array}}\rightarrow -{a_{2}}^{2}+3a_{1}a_{3}\\\hline \end{array}}\end{aligned}}}

## 円錐曲線による作図
代数的解法は重要であるものの、歴史的にはそれよりも先に、作図による三次方程式の幾何学的解法が模索されていた。このような解法は、古代ギリシアのメナイクモスに始まり、セルジューク朝期ペルシャのウマル・ハイヤームによって一般化された。
xy 平面上の 2 つの放物線を表す式
{\displaystyle x^{2}\,=py(p>0)}
{\displaystyle y^{2}\,=qx(q>0)}
において y を消去すると、
{\displaystyle x^{4}\,=p^{2}\,qx}

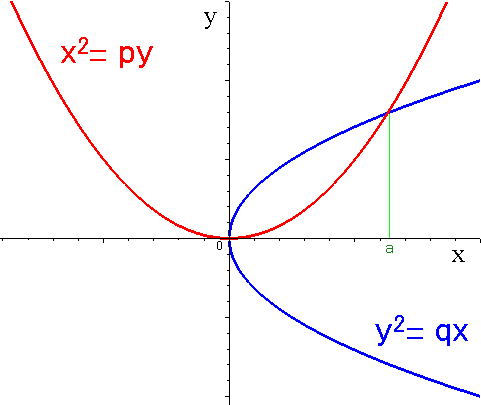
この 2 つの放物線の交点の x 座標は 0 と a であり、a は、三次方程式 x3 = p2 q の実数解である

となり、この 2 つの放物線の交点の x 座標は、
{\displaystyle x=0,{\sqrt[{3}]{p^{2}q}}}
となり、x = 0 でない方の交点の位置によって
{\displaystyle x^{3}\,=p^{2}\,q}
という形の三次方程式の解が得られることになる。特に q = 2p ととれば、立方体倍積問題と同値な三次方程式
{\displaystyle x^{3}\,=2p^{3}\,}
の実数解を、線分の長さとして得たことになる。
また、放物線と円を表す式
{\displaystyle x^{2}\,=py(p>0)}
{\displaystyle x^{2}\,+y^{2}\,=qx(q>0)}
において同様に y を消去すれば
{\displaystyle p^{2}\,x^{2}\,+x^{4}\,=p^{2}\,qx}
であり、x = 0 以外の交点を求めることは
{\displaystyle x^{3}\,+p^{2}\,x=p^{2}\,q}

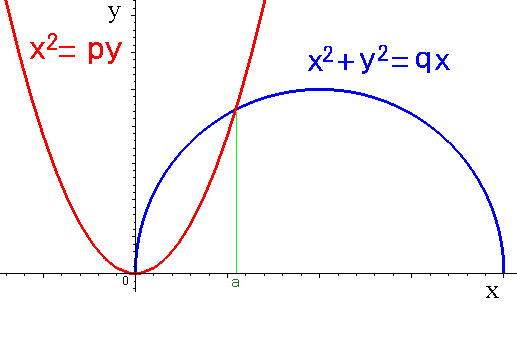
この放物線と円の交点の x 座標は 0 と a であり、a は、三次方程式 x3 + p2 x =p2 q の実数解である

という三次方程式の実数解を与えるのと同じである。
一般に、
a3 x3 + a2 x2 + a1 x + a0 = 0 (a3 ≠ 0)
という三次方程式は
{\displaystyle x^{2}\,=py(p>0)}
a3 p2 y2 + a2 p x y + a1 x2 + a0 x = 0 (a3 ≠ 0)
というように、放物線と、もう 1 つの円錐曲線の組み合わせでも書けるし
{\displaystyle x^{2}\,=py}
{\displaystyle (a_{3}x+a_{2})py+a_{1}x+a_{0}=0}
のように、放物線と双曲線の交点としても表すことができる。

## 歴史
古代バビロニアでは、数表を用いて三次方程式の解の近似値を得ていた。
古代ギリシアでは、三大作図問題の一つとして知られる立方体倍積問題が、キオスのヒポクラテスによって、与えられた 2 つの数 p, q から
p : x = x : y = y : q
となる数 x, y を求めるという、比の問題に帰せられた。
メナイクモスは、ヒポクラテスのアイデアから円錐曲線を思いつき、立方体倍積問題を円錐曲線による作図によって解いた。この業績によって、メナイクモスは、円錐曲線の発見者と考えられている。立方体倍積問題は
x3 = 2 p3 (p > 0)
の形の三次方程式を解くことと同じであり、メナイクモスによる方法は、三次方程式の幾何学的解法の一つと考えられ、円錐曲線の数表を計算しておけば、三次方程式の解の近似値も得ることができることになる。しかし、一般に円錐曲線は、プラトンの束縛の下で作図できる曲線ではないため、円錐曲線による幾何学的解法は立方体倍積問題の解法とは見なされない。このような円錐曲線の研究は、アルキメデスやイブン・ハイサム等を経て、セルジューク朝期ペルシアのウマル・ハイヤームにより拡張され、様々な形をした三次方程式の解が、円錐曲線同士の交点として調べられ、網羅された。
三次方程式の代数的解法は、16世紀頃にボローニャ大学のシピオーネ・デル・フェッロによって発見されたとされる。デル・フェロの解いた三次方程式は
x3 + a1 x = a0 (a1 および a0 は正）
という形の物である。当時はまだ、負の数はあまり認められていなかったため、係数を正に限った形をしている。
この方程式自体は特殊な形であるものの、一般の三次方程式はこの形に変形できるため、本質的には三次方程式はデル・フェロが解いたといっても過言ではない。また、この方程式の場合は係数の符号の制約から還元不能にはならない。
デル・フェロは、この解法を公開せず、何人かの弟子に託して1526年に死んだ。そのうちの一人、アントニオ・マリア・デル・フィオーレ (Antonio Maria del Fiore) は、この方法を、当時盛んに行われていた、金銭を賭けた計算勝負に使い、勝ち続けた。
三次方程式の解法があるという噂を元にタルタリアは、独力かどうかは分からないが
x3 + a2 x2 = a0 (a2 および a0 は正）
の形の三次方程式を解くことに成功し、さらにはデル・フェロの三次方程式の解法にも辿り着いた。タルタリアが三次方程式を解いたとの噂を聞いたフィオーレは噂を信用せずタルタリアに計算勝負を挑み、打ち負かして名声を上げようとしたものの、デル・フェロの三次方程式の解法しか知らなかったため、計算勝負に負けた。
タルタリアが三次方程式の代数的解法を知っていると聞いたカルダノはタルタリアに頼み込み、三次方程式の代数的解法を聞き出すことに成功した。カルダノは、弟子のルドヴィコ・フェラーリが得た、一般的な四次方程式の代数的解法と併せて、三次方程式の代数的解法を出版したいと考えるようになったが、タルタリアとの約束で秘密にすると誓ったために、出版することはできなかった。そこで、かつてデル・フェロが、三次方程式の代数的解法を得たという噂を頼りに、フェラーリとボローニャに行き、デル・フェロの養子のアンニバレ・デラ・ナーヴェ (Annibale della Nave) に会い、デル・フェロの遺稿を見せてもらった。それによってカルダノは、タルタリアが三次方程式を解いた最初の人ではないことを知ったので、タルタリアとの約束は無効とし1545年に『アルス・マグナ』(Ars Magna) を出版し、様々な形の三次方程式の解法を公表した。以来、三次方程式の解法はカルダノの方法と呼ばれるようになった。このことはタルタリアを激怒させ論争に発展したが、カルダノは『アルス・マグナ』の中でデル・フェロとタルタリアの功績について賞賛しており、独自の方法と偽ったわけではない。また、タルタリアから解の導出方法までは聞いておらず、色々な形の三次方程式について解を表したことはカルダノ自身の業績である。